# Saint-Laurent-des-Combes (Charente)
Saint-Laurent-des-Combes – miejscowość i gmina we Francji, w regionie Nowa Akwitania, w departamencie Charente.
Według danych na rok 1990 gminę zamieszkiwało 89 osób, a gęstość zaludnienia wynosiła 12 osób/km² (wśród 1467 gmin regionu Poitou-Charentes Saint-Laurent-des-Combes plasuje się na 897 miejscu pod względem liczby ludności, natomiast pod względem powierzchni na miejscu 972).